# Brüsenwalde (Boitzenburger Land)
 Brüsenwalde ist ein Wohnplatz im Ortsteil Hardenbeck der Gemeinde Boitzenburger Land im Landkreis Uckermark in Brandenburg.
Der Ort liegt nördlich der Landesstraße L 15 inmitten des Naturschutzgebietes Brüsenwalde. Die Landesgrenze zu Mecklenburg-Vorpommern verläuft unweit westlich.
In der Liste der Baudenkmale in Boitzenburger Land ist für Brüsenwalde ein Baudenkmal aufgeführt:
- Die in der zweiten Hälfte des 13. Jahrhunderts erbaute Dorfkirche, eine Saalkirche aus Feldsteinen, ist als Ruine erhalten. Reste der Umfassung und des Turmes sind vorhanden.